# Provinz Nassau
Die preußische Provinz Nassau, hervorgegangen aus der vormaligen preußischen Provinz Hessen-Nassau, bestand als Provinz des Freistaates Preußen (im Verband des Deutschen Reiches) lediglich vom Juli 1944 bis Juli 1945.

## Geschichte
Durch den „Erlaß des Führers über die Bildung der Provinzen Kurhessen und Nassau“ vom 1. April 1944 wurde die preußische Provinz Hessen-Nassau mit Wirkung zum 1. Juli 1944 aufgelöst; ihre Regierungsbezirke Wiesbaden und Kassel bildeten nun die preußischen Provinzen Nassau und Kurhessen (siehe auch Provinz Kurhessen). Allerdings wurden dem bisherigen Regierungsbezirk Wiesbaden die Stadt Hanau und die Landkreise Hanau, Gelnhausen und Schlüchtern zugeteilt, die bisher zum Regierungsbezirk Kassel (jetzt Provinz Kurhessen) gehört hatten. Gleichzeitig wurde der Landkreis Schmalkalden, der bis dahin eine Exklave Hessen-Nassaus im Thüringischen darstellte, an den Regierungsbezirk Erfurt in der preußischen Provinz Sachsen angeschlossen.
Zum Oberpräsidenten der neuen preußischen Provinz Nassau wurde der NS-Politiker Jakob Sprenger (NSDAP) ernannt, der außerdem in Personalunion Ministerpräsident von Hessen-Darmstadt, Reichsstatthalter für Hessen-Darmstadt und NSDAP-Gauleiter im Gau Hessen-Nassau war. Mit der Ernennung zum Oberpräsidenten der Provinz Nassau vereinigte Jakob Sprenger auch alle staatlichen Spitzenpositionen innerhalb des Gebietes des Gaues Hessen-Nassau in seiner Person. Für die neue Provinz Nassau wurde, um Kosten zu sparen, keine neue Oberpräsidiums-Behörde eingerichtet. Gemäß dem Ausführungserlass des Reichsministers des Innern zur Bildung der Provinzen Kurhessen und Nassau vom 29. Juni 1944 bediente sich der Oberpräsident der Provinz Nassau der im Landeshaus in Wiesbaden angesiedelten, weiterbestehenden Behörde des bisherigen Regierungsbezirks Wiesbaden (Regierungspräsidium). Stellvertreter des Oberpräsidenten war der Regierungspräsident.
Die 1944 erfolgte Teilung der bisherigen preußischen Provinz Hessen-Nassau in die neuen Provinzen Nassau und Kurhessen diente in erster Linie dem Zweck, die Gliederung der preußischen Verwaltungseinheiten auf dem Gebiet Hessens vollständig an die Struktur der Reichsverteidigungsbezirke anzupassen. Die neue Provinz Nassau und das Land Hessen-Darmstadt entsprachen dem Reichsverteidigungsbezirk Rhein-Main, dessen Gebiet mit dem des NSDAP-Parteigaus Hessen-Nassau deckungsgleich war.
Neben Adolf Hitler, Martin Bormann, Hans Heinrich Lammers und Jakob Sprenger war vor allem der aus Wiesbaden stammende Jurist und NS-Politiker Wilhelm Stuckart, zu dieser Zeit Staatssekretär im Reichsministerium des Inneren und unter dem letzten Reichspräsidenten Karl Dönitz Innenminister, an der Bildung der Provinz Nassau interessiert und federführend beteiligt.

## Verwaltungsgliederung
Sitz des Oberpräsidenten der Provinz Nassau war das Regierungspräsidium in Wiesbaden, dessen Regierungspräsident 1944/45 Stellvertreter des Oberpräsidenten der Provinz Nassau war.

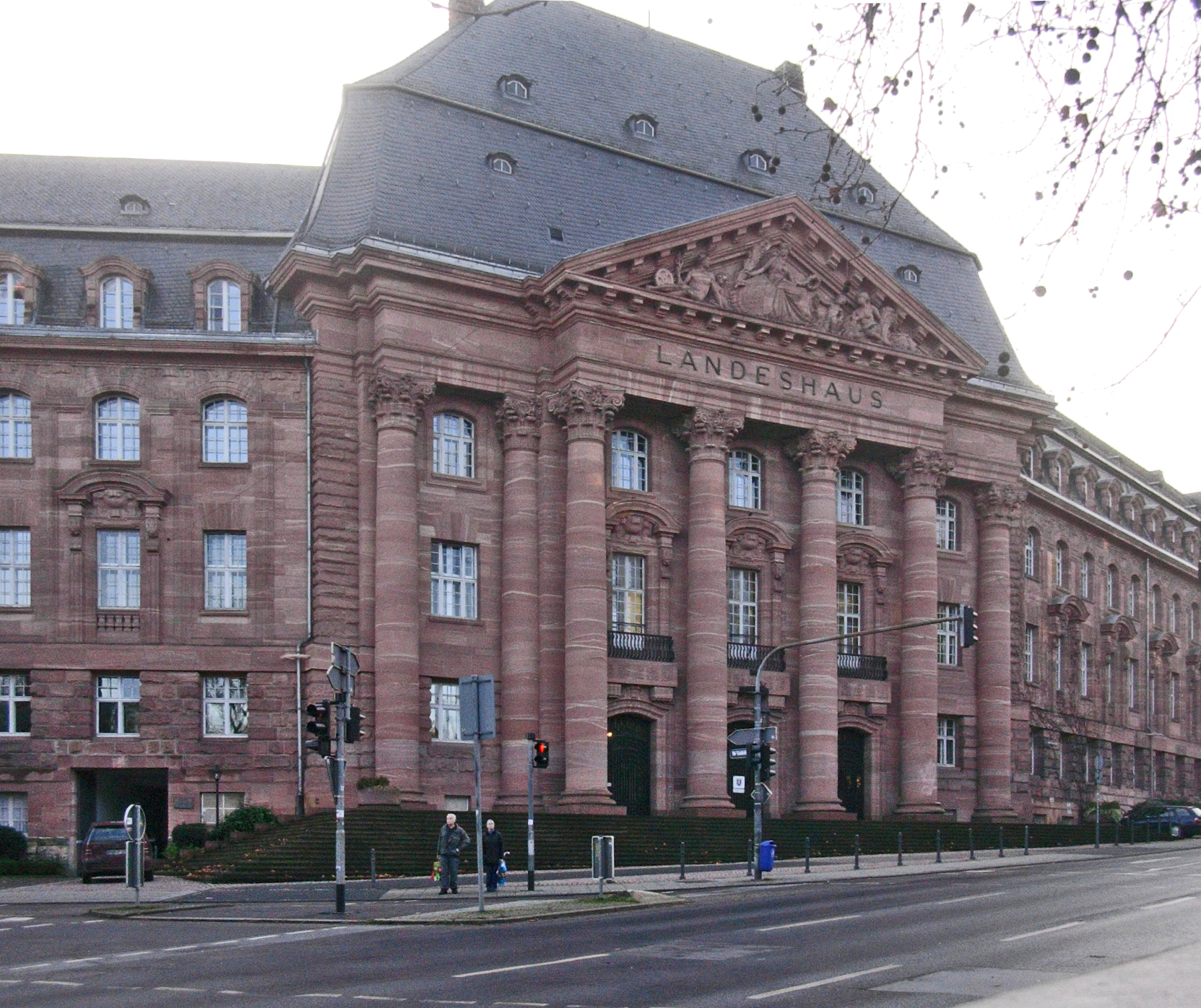
Das 1907 erbaute Landeshaus in Wiesbaden war Sitz des Oberpräsidenten der Provinz Nassau.

Im März und April 1945 wurde das gesamte Gebiet der Provinz Nassau von US-amerikanischen Streitkräften besetzt. Die Provinz Nassau wurde von der Militärregierung der Vereinigten Staaten wieder in den Regierungsbezirk Wiesbaden umgewandelt, was mit dem Wegfall der Regierungsgewalt des Reiches (und damit auch Preußens) begründet worden war. Der neue Regierungsbezirk Wiesbaden entsprach zunächst hinsichtlich seines territorialen Umfangs der von Juli 1944 bis Mai 1945 existierenden preußischen Provinz Nassau. Zum Regierungspräsidenten ernannte die amerikanische Militärregierung am 4. Mai 1945 den Schöpfer des deutschen Rundfunks Hans Bredow.
Im Juli 1945 wurde der Regierungsbezirk Wiesbaden durch die nun dauerhaft festgelegte Zonengrenze zwischen US-amerikanischer und französischer Besatzungszone geteilt. Dadurch wurden die westlichen Landkreise Oberwesterwald, St. Goarshausen, Unterlahn und Unterwesterwald vom Regierungsbezirk Wiesbaden abgetrennt.
Der zur Amerikanischen Zone gehörende restliche Hauptteil des Regierungsbezirks wurde am 19. September 1945 durch Erlass der amerikanischen Militärregierung zusammen mit dem preußischen Kurhessen und den hessischen Provinzen Oberhessen und Starkenburg zum neuen Land Groß-Hessen (heutiges Bundesland Hessen) zusammengefasst. Die vier zur Französischen Besatzungszone gehörenden Landkreise Oberwesterwald, St. Goarshausen, Unterlahn und Unterwesterwald wurden 1946 von der französischen Militärregierung mit der südlichen Rheinprovinz, der Rheinpfalz und der bisher hessischen Provinz Rheinhessen zum neuen Land Rheinland-Pfalz vereinigt.
Direkte verwaltungsmäßige Nachfolgegebilde der 1944/45 bestehenden preußischen Provinz Nassau waren demnach in der Nachkriegszeit die Regierungsbezirke Wiesbaden und Montabaur, welche in einer fiktiven territorialen Addition (abzüglich der Wiesbadener AKK-Stadtteile, siehe hierzu auch Rechtsrheinische Stadtteile von Mainz bzw. AKK-Konflikt) genau das Gebiet der von 1944/45 bestehenden preußischen Provinz Nassau ergeben hätten; außerdem von 1945 bis 1953 der 1886 gegründete Bezirkskommunalverband Wiesbaden. Er wurde durch das Mittelstufengesetz des Landes Hessen vom 7. Mai 1953 in den Landeswohlfahrtsverband Hessen überführt.
Die Regierungsbezirke Wiesbaden und Montabaur wurden 1968 bzw. 1969 im Zuge von Gebietsreformen der Länder Hessen und Rheinland-Pfalz aufgelöst und neuen größeren Verwaltungseinheiten zugeschlagen (den damaligen Regierungsbezirken Darmstadt und Koblenz).

## Sonstiges
Die Provinz Nassau, deren Vorläufer und Nachfolger (Regierungsbezirk Wiesbaden, Bezirkskommunalverband Wiesbaden) waren bis 1953 Träger der Nassauischen Sparkasse (Naspa) und des 1922 gegründeten sozialen Wohnungsbauunternehmens Nassauische Heimstätte. Die Feuerwehren auf dem nassauischen Gebiet haben sich am 27. Juli 1872 in Wiesbaden zum Feuerwehrverband für den Regierungsbezirk Wiesbaden zusammengeschlossen, der als hessischer Bezirksfeuerwehrverband unter dem Namen „Nassauischer Feuerwehrverband“ weiterhin tätig ist.

## Kreise in der Provinz Nassau 1944/45

### Stadtkreise
1. Frankfurt am Main
2. Hanau
3. Wiesbaden

### Landkreise
1. Landkreis Biedenkopf
2. Dillkreis (Dillenburg)
3. Landkreis Gelnhausen
4. Landkreis Hanau
5. Landkreis Limburg
6. Main-Taunus-Kreis (Frankfurt-Höchst)
7. Oberlahnkreis (Weilburg)
8. Obertaunuskreis (Bad Homburg)
9. Oberwesterwaldkreis (Westerburg)
10. Rheingaukreis (Rüdesheim)
11. Landkreis Schlüchtern
12. Landkreis Sankt Goarshausen
13. Unterlahnkreis (Diez)
14. Untertaunuskreis (Bad Schwalbach)
15. Unterwesterwaldkreis (Montabaur)
16. Landkreis Usingen
17. Landkreis Wetzlar